# Tessères de Tushita
Tushita Tesserae
Pour les articles homonymes, voir Tushita.
Les tessères de Tushita (désignation internationale : Tushita Tesserae) sont un ensemble de terrains polygonaux situé sur Vénus dans le quadrangle d'Agnesi. Il a été nommé en référence à Tushita, déité hindoue de la résignation au destin. Nommé auparavant Hikuleo Tesserae.